# Исми Хан Джами
Исми Хан Джами (крымскотат. İsmi Han Cami) — мечеть, расположенная на территории города Бахчисарай в Крыму.
Возведена предположительно в XVI—XVIII веках на пожертвования племянницы одного из крымских ханов, Исми-хан. При оформлении внешней части мечети использовались элементы барокко, по другой версии — классицизма. Отличительными её чертами является наличие в отверстиях сооружения, расположенных в верхней его части, узоров в виде Звезды Давида, сооружённых из деревянных реек.
В течение длительного периода времени на территории мечети располагался склад. Решением Крымского облисполкома № 164 от 15 апреля 1986 года сооружению присвоен статус объекта культурного наследия местного значения.
В начале XXI века планировалось провести работы по реставрации мечети, однако до сих пор они проведены не были.